# Zitácuaro
Zitácuaro, oficialmente Heroica Zitácuaro, es una ciudad mexicana del estado de Michoacán, situada en la entrada de la Región Oriente, y dentro del Valle de Quencio. Es la cabecera del municipio de Zitácuaro. Su población se dedica principalmente a las actividades terciarias y secundarias. 

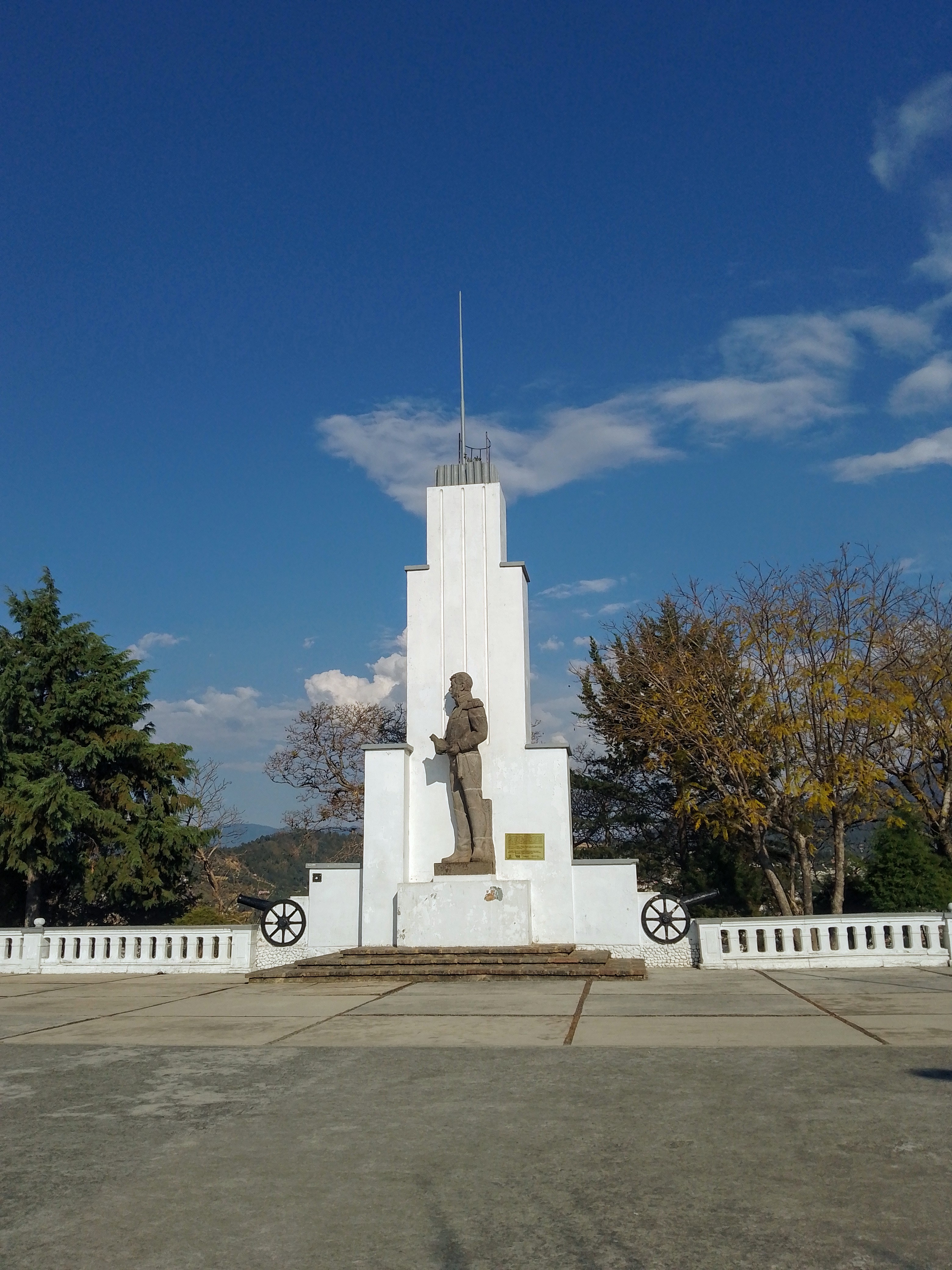
Monumento a Ignacio López Rayón en el cerrito de la independencia.

En los alrededores habitan comunidades de habla otomí y mazahua. Entre sus atractivos se distinguen el santuario de la Virgen de los Remedios, patrona de la ciudad; el Teatro Juárez de Zitácuaro, la Mora del Cañonazo, huella del ataque realista de 1812; el Cerrito de la Independencia, monumento a Ignacio López Rayón; la Presa El Bosque; la «Calle del Hambre», peculiar arteria vial con tenderetes de comida durante todo el día; y el Templo de San Francisco, en la colonia Coatepec de Morelos, el más antiguo de la ciudad.
Zitácuaro es la quinta ciudad más poblada de Michoacán y la primera en la Región Oriente del mismo estado con 86,901 habitantes, de acuerdo al censo realizado por el INEGI en el año 2020.
Su desarrollo ha sido considerable gracias a la industria y el comercio que se asienta en la zona urbana, favoreciendo en la economía tanto de la ciudad como del municipio y el estado.

## Toponimia
Proviene de la castellanización del topónimo p’urhe (Idioma purépecha) "Ts'ḯtakuaɽu", compuesto de la palabra "ts'ḯtakua" que significa medida de área, y del sufijo de locación "rhu" para significar en contexto "en la medida de área" u "(origina) de la medida"; en otomí se dice «Xankua», que deriva del patrónimo español: San Juan; y en idioma náhuatl, la ciudad recibe el nombre de «Coatepec» (que significa ‘en el cerro de las serpientes’).
Esta localidad tiene múltiples toponimias, debido a que fueron muchos grupos étnicos los que poblaron este lugar anteriormente a la conquista: los otomí, mexicas, mazahuas, matlatzincas o pirindas, purépechas y mexicanos convivieron y lucharon por mantener el control del territorio. 
En el año de 1858, el 17 de noviembre, por decreto del jefe político de Michoacán, se le otorgó a la Villa de San Juan Zitácuaro, el título de «Ciudad de la Independencia». El 20 de abril de 1868 se le otorgó a la ciudad el título de «Ciudad Heroica».

## Historia

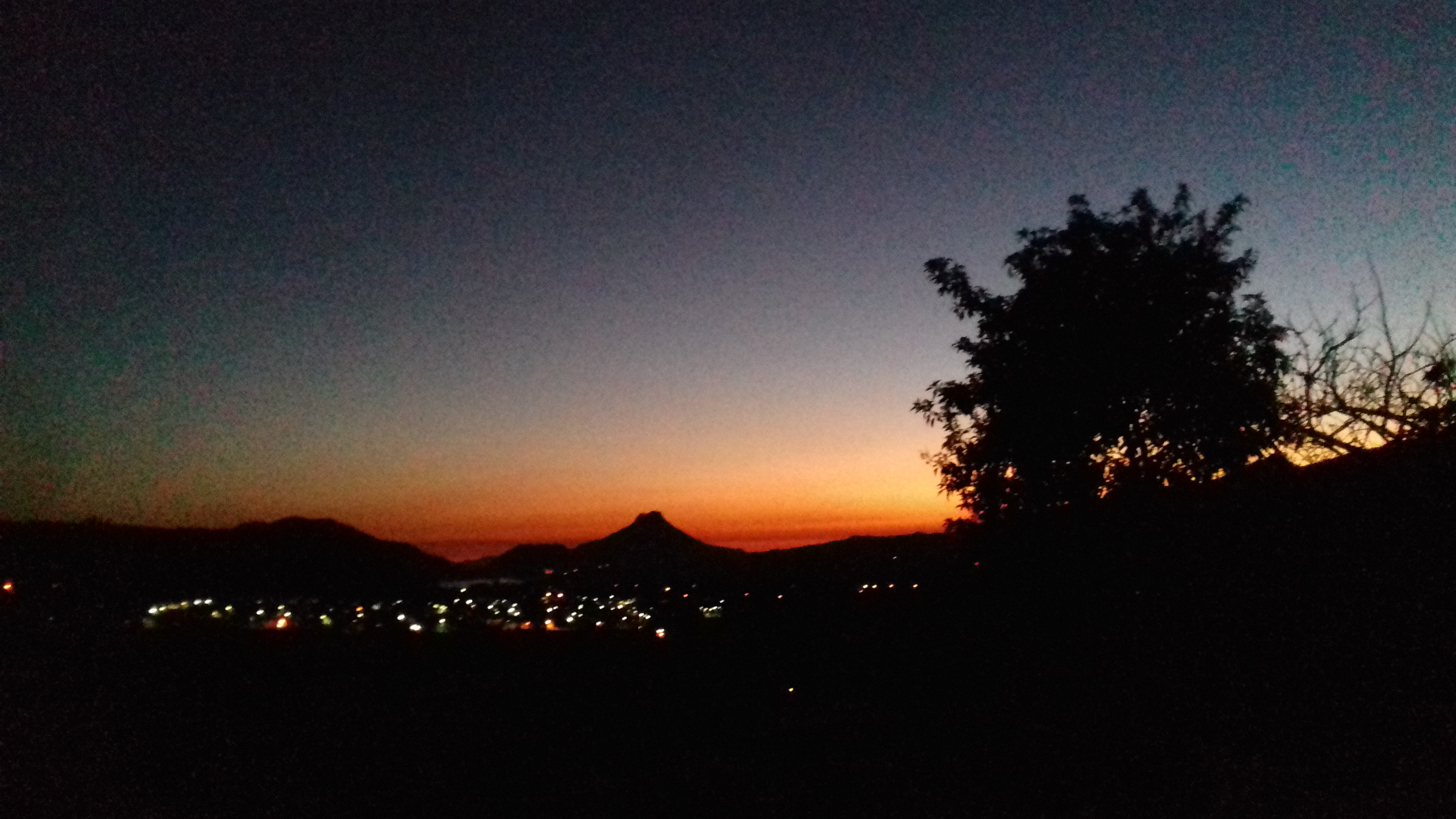

La región de Heroica Zitácuaro, ubicada en el Valle de Quencio, fue habitada desde antes de la llegada de los españoles a México por los matlatzincas, otomíes y mexicas, aunque posteriormente, alrededor del año 1330 fue ocupada por los mazahuas al mando de Yuringari.
Durante la época de la conquista, los naturales participaron en la resistencia en contra de los españoles y al mando de Cuanicuti fueron aliados de los aztecas, defendiendo la gran Tenochtitlan. Zitácuaro, fue conquistada espiritualmente por los frailes franciscanos, a mediados del siglo XVI, y se entregó en encomienda a Gonzalo Salazar.
En el siglo XVII, en 1765, aparece con el nombre de «Villa de San Juan Tzitacuaro» y comprendía once pueblos: San Juan, San Andrés, San Mateo del Rincón, San Bartolomé, San Francisco el Nuevo, San Felipe, San Miguel Timbineo, San Francisco Coatepec, San Miguel Chichimiquillas, Santa María y Santa Isabel de Enandio, en donde se encontraban dos iglesias, una que llamaban el Hospital y otra del pueblo.
En Zitácuaro tuvieron lugar grandes campañas en favor de la independencia. Primero, el insurgente Benedicto López, se levantó en armas en 1811 y le entregó la plaza al insurgente Ignacio López Rayón, quien regresó de Saltillo, donde, el 16 de marzo de 1811, los señores Miguel Hidalgo e Ignacio Allende, lo nombraron jefe del ejército insurgente.
Después, el 19 de agosto de 1811, Ignacio López Rayón, estableció la Junta de Zitácuaro considerado como el primer gobierno del Estado mexicano. Los realistas, deseando desbaratar aquel gobierno, el 2 de enero de 1812 Zitácuaro es asaltada y tomada por las fuerzas realistas, encabezadas por el General Calleja, incendiándola días después.
En 1831, el 10 de diciembre, se constituyó en municipio.

En el año de 1855, el 1.º de abril, la población fue atacada y quemada por los santanistas, debido al apoyo que los zitacuarenses proporcionaron a la Revolución de Ayutla.

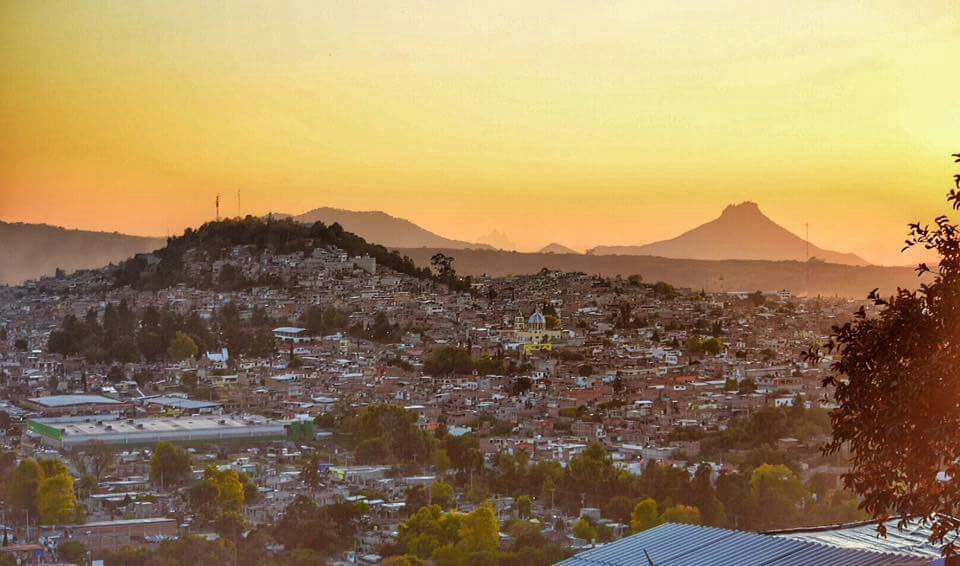
Vista hacia el norte de la ciudad.

Durante la guerra contra la intervención francesa, el general Vicente Riva Palacio, que era gobernador del Estado de México, no pudiendo permanecer en Toluca, se radicó en Zitácuaro, en donde encontró al grupo de guerrilleros formado por Morales, Donaciano Ojeda, los Alzati, los Bernal, etc., que fueron defensores de la República contra la intervención y el imperio. Zitácuaro era el único punto de Michoacán que no había caído en poder de los imperialistas, sin embargo, el 15 de abril de 1865, el ejército, dolido por la derrota sufrida, el 11 de abril, en Tacámbaro, atacó e incendió la ciudad. En 1867 el presidente Juárez, el 2 de enero, en carta que remite al jefe político de Zitácuaro, Don Carlos Mejia, reconoce a los zitacuarenses su patriotismo y distinguidos servicios que sus habitantes prestaron en favor de la independencia de la nación mexicana.
Esta ciudad, en las últimas décadas del siglo XIX, fue núcleo de hombres de ideas liberales, que divulgaron y sostuvieron en un periódico al que llamaron «El 93».

## Demografía
La ciudad de Heroica Zitácuaro cuenta según datos del XIV Censo General de Población y Vivienda consultado por el Instituto Nacional de Estadística y Geografía en el año 2020 con una población de 86 901 habitantes, por lo que es por su población la 6.ª ciudad más poblada de Michoacán y la ciudad más poblada e importante de la región Oriente del estado.
| Gráfica de evolución demográfica de Zitácuaro entre 1900 y 2020                                   |
|                                                                                                   |
| Población de los censos del Instituto Nacional de Estadística y Geografía (INEGI) de 1900 a 2020. |

## Infraestructura

### Cultural
Entre las edificaciones patrimoniales de Zitácuaro se hallan la Presidencia de la ciudad, la Casa de la Cultura, el Museo Casona de la Estación del tren, el Teatro Juárez de Zitácuaro, el Santuario de los Remedios (con más de 100 años de construcción), la exhacienda de Manzanillos, una de las mejores haciendas del país durante los años de la Revolución Mexicana que actualmente alberga el Instituto Tecnológico de Zitácuaro (ITZ), etc.

### Comercial

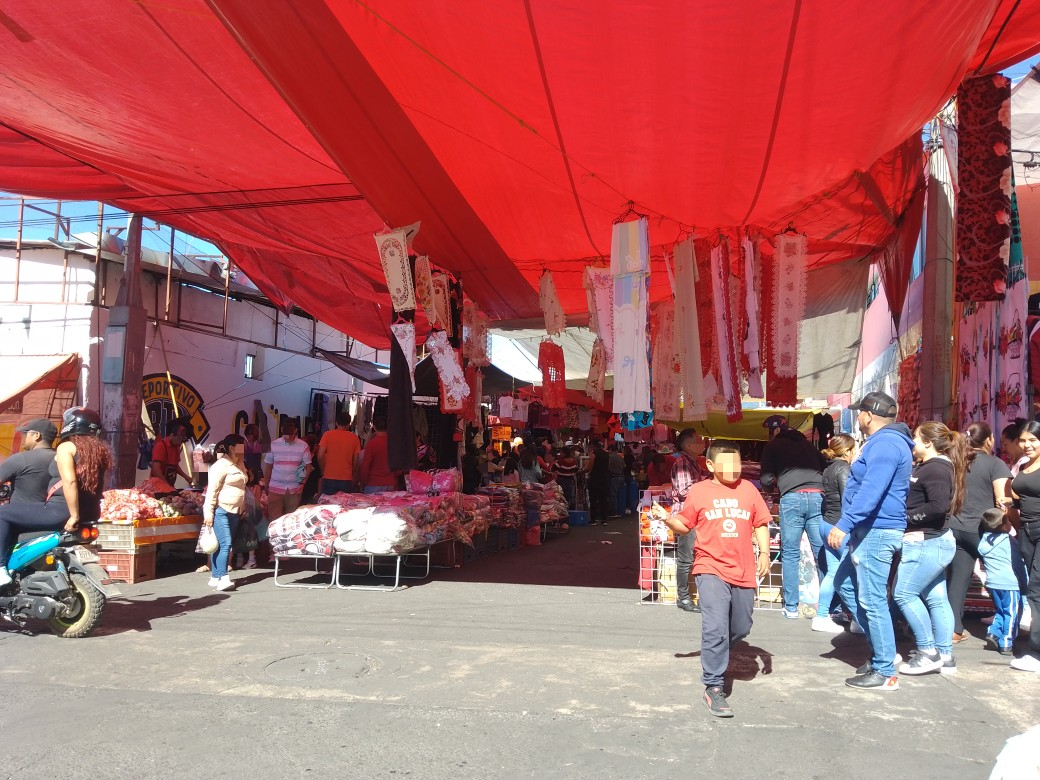
Tianguis de la colonia José María Morelos llevado a cabo los días jueves.

En la ciudad se llevan a cabo diferentes tianguis, entre los que hay: el tianguis de la calle Lázaro Cárdenas Sur (en la colonia Las Palmas) llevado a cabo el día martes y sábado, el tianguis de la colonia José María Morelos que se lleva a cabo los días jueves, y el tianguis de la Zona Ciudad Independencia o también conocida como «La Joya» que se lleva a cabo los días domingos, en estos tianguis se venden productos de mayoreo a menudeo.
Actualmente la ciudad de Zitácuaro cuenta con siete mercados públicos, dos plazas comerciales: «Plaza Sol» y «Plaza del Cielo» y diversas tiendas como Bodega Aurrera, Chedraui, Suburbia, Office center, Steren, Coppel, SuperKompras, Milano, Waldos, Woolworth, Tiendas 3B, entre otras más.

### Urbana

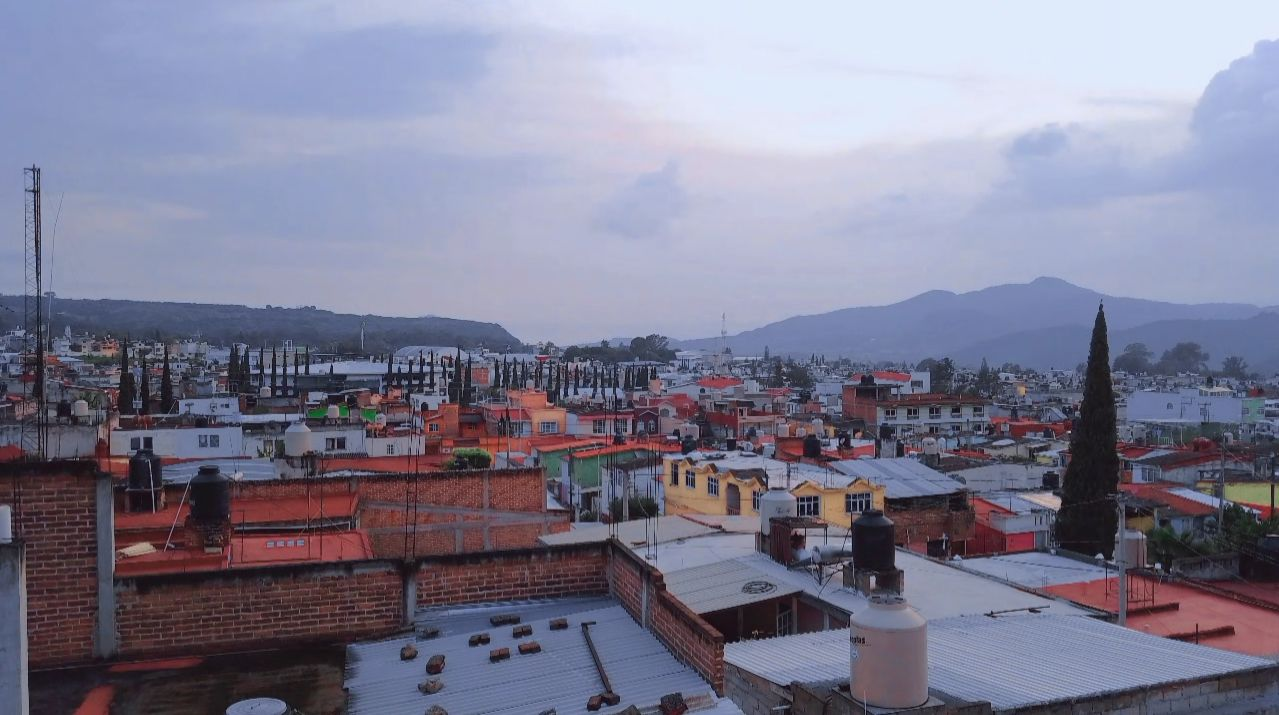
Vista panorámica de la colonia Infonavit.

Dentro de la ciudad hay 58 colonias y 18 fraccionamientos residenciales de INFONAVIT, Corporación GEO, Fovissste, entre otras, además existen tres conjuntos habitacionales.
A finales del 2015 se empezó a construir los puentes que van a sostener la autopista Zitácuaro-Valle de Bravo, una obra de calidad que va a beneficiar a toda esta importante ciudad, y además esta obra generará más de 500 empleos y reducirá el tiempo con la Ciudad de México, Toluca y Valle de Bravo. Zitácuaro cuenta con una autopista que es la 15D Zitácuaro-Toluca y las carreteras Zitácuaro-Tuxpan y Zitácuaro-Ciudad Altamirano, esta llega al Puerto de Ixtapa Zihuatanejo en el Estado de Guerrero.
Al sur de la ciudad se encuentra la Presa El Bosque que forma parte del Sistema Cutzamala, gran parte de su agua se va a la Ciudad de México.
Cuenta con servicios de salud públicos como ISSSTE, IMSS, DIF, Cruz Roja, Bomberos de Zitácuaro, Centro de Salud, Hospital Regional, CRIT Zitácuaro, etc. Así como servicios de salud particulares como el Centro de especialidades MEMORIAL, Hospital Santa Rosa, Hospital de Los Remedios, Centro Médico de Zitácuaro, Laboratorio Chopo, Laboratorio Biomedic, Laboratorio Azteca, entre otros.

#### Aeródromo de Zitácuaro Miguel Carrillo Ayala[41]
El Aeródromo de Zitácuaro Miguel Carrillo Ayala se encuentra ubicado al oeste del municipio en los límites con el municipio de Jungapeo, ofreciendo solamente aviación general. Está destinado a la llegada, partida o movimiento de avionetas, cuenta con todos los servicios necesarios e inclusive en este aeródromo pueden aterrizar aviones en caso de emergencia.

#### Infraestructura carretera

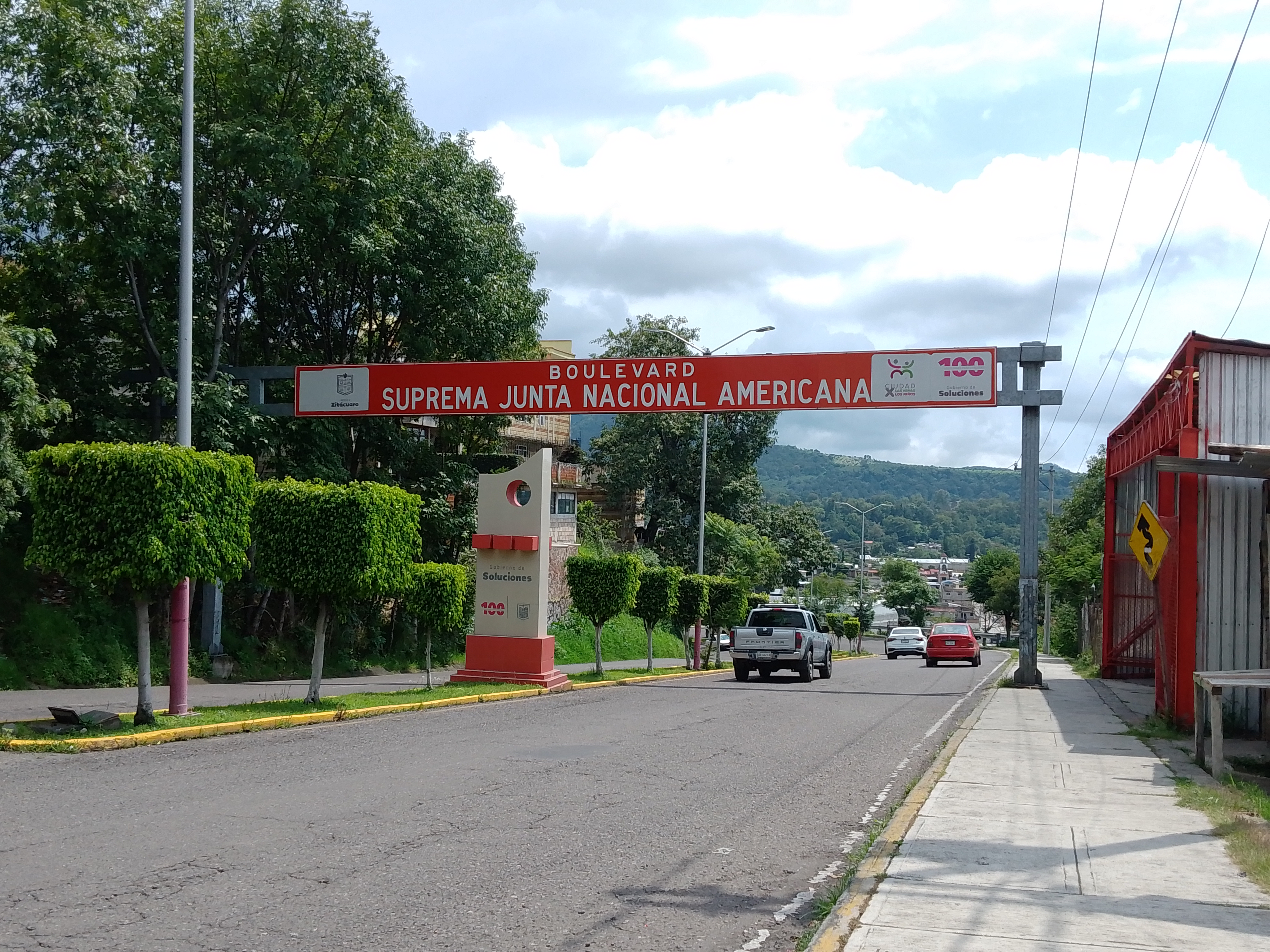
Letrero que indica el ingreso al boulevard de la Suprema Junta Nacional Americana

Entre sus principales avenidas están: boulevard  Revolución, periférico Francisco J Mujica, boulevard Suprema Junta Nacional Americana, Avenida Héctor Terán, Libramiento Samuel Ramos, Avenida Miguel Hidalgo, y Avenida Morelia. En el centro, las calles más importantes por formar lo que se denomina el primer cuadro son Avenida Miguel Hidalgo, calle Melchor Ocampo, calle Lerdo de Tejada, calle José María Morelos y la denominada «Calle del hambre», calle 5 de mayo.

## Festividades
Entre sus festividades están la feria del 5 de febrero, la cual surgió como un justo homenaje a la Constitución de 1857 y a quienes la hicieron posible, como Benito Juárez (del cual se le ha hecho honor con estatuas) y Melchor Ocampo (del que escuelas llevan su nombre). El haber instaurado la fiesta del 5 de febrero rindió excelentes frutos; fue un medio para producir y reafirmar los principios liberales contenidos en la Constitución del 57 y en las Leyes de Reforma, así como destacar al gran patriota que las hizo realidad: Don Benito Juárez García.

## Medios de transporte

### Transporte público
En la ciudad de Zitácuaro los medios de transporte públicos con los que cuenta son los peseros, combis, camiones, taxis y surianas. Algunos de los camiones comunican con municipios aledaños a Zitácuaro, como Jungapeo, Tuxpan, Ocampo y Benito Juárez. Otro medios de transporte son las surianas, éstas salen del área urbana de Zitácuaro y llegan a poblaciones como Jungapeo y Tuxpan, su costo es más elevado pero a la vez se hacen menos tiempo en recorrido ya que estas no hacen paradas tan constantes. La ciudad cuenta con más de 20 rutas urbanas que cubren las principales colonias.

### Servicios de Transporte
La ciudad cuenta con los servicios de Pide-Lo, la cual es una empresa local que proporciona a sus clientes una red de transporte a domicilio, a través de su software de aplicación móvil, que conecta los clientes con los repartidores registrados en su servicio, los cuales ofrecen un servicio de transporte a particulares. La empresa organiza envíos en varias partes del municipio y se ha destacado por ser una empresa innovadora y exitosa.

### Central Camionera (SAZ)
El SAZ (Servicio de Auto transporte de Zitácuaro), es la central camionera más completa del oriente michoacano, pues ya que brinda una gran cantidad de servicios de transporte principalmente al este, oeste y norte del país, y en el extranjero a Estados Unidos, con varias líneas de autobuses.

## Medios de comunicación

### Radio
Esta importante ciudad cuenta con varias señales de radio, entre algunas están: Esencia Radio XHETA 107.1 FM y La Grande de Michoacán XHELX en el 95.1 Fm y 700 de AM,4 que son del Grupo Radio Zitácuaro, así como una estación Per misionada que es Fantasía Radio. La Señal de las estaciones de Radio Zitácuaro cubren gran parte del territorio de la Zona Oriente de Michoacán y el occidente del Estado de México. Otras de las radiodifusoras que se escuchan son la de la Ciudad de Toluca y Tuxpan, dentro del territorio de Zitácuaro hay muchas antenas por lo que es muy difícil que las ondas emitidas se corten.

### Televisión abierta
Zitácuaro cuenta con canal de televisión local, «Canal 66»5, que actualmente brinda cobertura a toda la Zona Oriente de la entidad y municipios del Estado de México. Este canal empezó el 10 de enero de 2005 con el objetivo de llevar hasta los hogares de los zitacuarenses información veraz, oportuna y objetiva del acontecer diario del municipio a través de las pantallas de televisión. Es un canal de Televisa, en el que además de informar de los hechos más relevantes de todos los días, los comerciales son enfocados al comercio e infraestructura de la ciudad. Con el tiempo este canal fue cambiando y se empezó a transmitir en Jungapeo, Tuxpan, Ocampo y Angangueo, para más tarde llegar hasta Hidalgo. En 2014 la señal llegaba a Valle de Bravo en el Estado de México así como San José Villa de Allende y San José del Rincón.
Además de ese canal está el canal de MiZitácuaro, que brinda la información más concreta y a cualquier hora del día.

## Economía

### Industria
En la ciudad se encuentra industrias como Cemento Moctezuma, CEMEX, el polígono industrial MASISA, también están las Instalaciones de Pemex de Gas Licuado de Petróleo, única en la Región Oriente del estado que exporta y surte gas en Zitácuaro y otras ciudades como Ciudad Hidalgo, Benito Juárez, Ocampo, entre otras. Por otro lado, hay industria para la fabricación de muebles, de aceites, harinas, fertilizantes y para la producción del tabique. En las afueras de la ciudad se encuentra la denominada «Zona Industrial», donde se encuentran empresas de Bimbo, Coca Cola, Sello Rojo, Grupo Modelo, etc. Ahí mismo se encuentra la central de abastos, en la cual se reciben productos de otros lugares del país favoreciendo a la economía del municipio y el estado.

### Comercio
Los habitantes de Heroica Zitácuaro e incluso de otros municipios y del Estado de México, se dedican al comercio que se desarrolla en Zitácuaro, principalmente de alimentos, abarrotes y demás productos. El comercio en la ciudad es un motor importante en la economía, es decir que cientos de personas subsisten gracias al comercio de la zona. Gran parte de los ingresos se quedan en la ciudad y beneficia a miles de habitantes, el comercio ha sido muy intenso desde que la ciudad de Zitácuaro fue fundada, y es que hace algunas décadas fue la principal actividad económica, ya que aún no se contaba con industria, minería ni alguna otra actividad en la ciudad. Cabe mencionar que el comercio es la actividad económica más importante en esta región.

### Minería
Existen yacimientos de minerales metálicos y no metálicos, tales como el fierro, cobre, zinc, cadmio, plomo, plata, oro, tierras fuller, arenas, gravas, calizas, mármol, caolín, sílice y yeso, entre otros, que se encuentran principalmente en el volcán del Molcajete y el cerro de Ziráhuato.

## Clima
Heroica Zitácuaro tiene un clima del tipo subtropical húmedo Cfa (templado subhúmedo) el cual también es considerado como extremoso, ya que los inviernos son moderadamente fríos y los veranos calurosos, la temporada de lluvias por lo general es muy fuerte, acompañada de vientos muy fuertes y granizo. Hace algunas décadas el clima que predominaba era principalmente templado, pero debido a las malas acciones del hombre con el ambiente se ha venido modificando, incluso la ciudad tenía el título por tener uno de los mejores climas para vivir en México. Las temperaturas máximas en verano y primavera oscilan de los 26 a los 32 °C, aunque se han registrado temperaturas que han alcanzado 34 °C en los meses de marzo, abril y mayo. En invierno pocas veces se encuentran por debajo de los 0 °C. La altura máxima de la zona urbana alcanza los 2187 metros sobre nivel del mar y la mínima 1758 metros sobre nivel del mar.
| Parámetros climáticos promedio de Heroica Zitácuaro | Parámetros climáticos promedio de Heroica Zitácuaro | Parámetros climáticos promedio de Heroica Zitácuaro | Parámetros climáticos promedio de Heroica Zitácuaro | Parámetros climáticos promedio de Heroica Zitácuaro | Parámetros climáticos promedio de Heroica Zitácuaro | Parámetros climáticos promedio de Heroica Zitácuaro | Parámetros climáticos promedio de Heroica Zitácuaro | Parámetros climáticos promedio de Heroica Zitácuaro | Parámetros climáticos promedio de Heroica Zitácuaro | Parámetros climáticos promedio de Heroica Zitácuaro | Parámetros climáticos promedio de Heroica Zitácuaro | Parámetros climáticos promedio de Heroica Zitácuaro | Parámetros climáticos promedio de Heroica Zitácuaro |
| Mes                                                 | Ene.                                                | Feb.                                                | Mar.                                                | Abr.                                                | May.                                                | Jun.                                                | Jul.                                                | Ago.                                                | Sep.                                                | Oct.                                                | Nov.                                                | Dic.                                                | Anual                                               |
| --------------------------------------------------- | --------------------------------------------------- | --------------------------------------------------- | --------------------------------------------------- | --------------------------------------------------- | --------------------------------------------------- | --------------------------------------------------- | --------------------------------------------------- | --------------------------------------------------- | --------------------------------------------------- | --------------------------------------------------- | --------------------------------------------------- | --------------------------------------------------- | --------------------------------------------------- |
| Temp. máx. abs. (°C)                                | 29.5                                                | 30.6                                                | 31.6                                                | 32.2                                                | 32.7                                                | 30.9                                                | 26.0                                                | 28.9                                                | 25.8                                                | 30.0                                                | 30.0                                                | 28.0                                                | 32.7                                                |
| Temp. máx. media (°C)                               | 21.4                                                | 23.1                                                | 25.6                                                | 27.8                                                | 27.9                                                | 24.2                                                | 22.1                                                | 22.2                                                | 21.9                                                | 22.5                                                | 22.5                                                | 21.4                                                | 23.6                                                |
| Temp. media (°C)                                    | 14.9                                                | 16.1                                                | 18.2                                                | 20.3                                                | 20.9                                                | 19.2                                                | 17.6                                                | 17.6                                                | 17.4                                                | 17.0                                                | 16.4                                                | 15.2                                                | 17.6                                                |
| Temp. mín. media (°C)                               | 8.4                                                 | 9.2                                                 | 10.9                                                | 12.7                                                | 14.0                                                | 14.2                                                | 13.2                                                | 13.1                                                | 12.8                                                | 11.6                                                | 10.4                                                | 9.1                                                 | 11.6                                                |
| Temp. mín. abs. (°C)                                | 2.0                                                 | 3.2                                                 | 6.0                                                 | 7.8                                                 | 9.2                                                 | 10.6                                                | 10.2                                                | 11.0                                                | 3.0                                                 | 3.0                                                 | 3.4                                                 | 2.0                                                 | 2.0                                                 |
| Precipitación total (mm)                            | 41.9                                                | 57.1                                                | 6.1                                                 | 14.3                                                | 46.8                                                | 210.5                                               | 188.3                                               | 166.3                                               | 152.5                                               | 80.7                                                | 17.8                                                | 7.6                                                 | 989.9                                               |
| Días de precipitaciones (≥ 1 mm)                    | 3.8                                                 | 4.0                                                 | 1.3                                                 | 2.2                                                 | 8.1                                                 | 21.1                                                | 27.2                                                | 26.2                                                | 19.9                                                | 11.7                                                | 3.5                                                 | 1.7                                                 | 130.7                                               |
| Fuente: Servicio Meteorológico Nacional             |                                                     |                                                     |                                                     |                                                     |                                                     |                                                     |                                                     |                                                     |                                                     |                                                     |                                                     |                                                     |                                                     |

## Relaciones internacionales

### Hermanamientos
La ciudad de Zitácuaro tiene Hermanamientos con 35 ciudades alrededor del mundo:
- Venaria Reale, Italia (2011)[55][56][57][58][59]
- Coatzacoalcos, México (2012)[60]
- Tlalpujahua, México (2014)[61][62][63][64][65]
- Zihuatanejo, México (2012)[60]
- Maravatio, México (2016)[65]
- Tuzantla, México (2016)[65]
- Ixtlahuaca, México (2016)[65]
- Rayón, México (2016)[65]
- Huichapan, México (2016)[65]
- Morelia, México (2021)[66]
- Toluca, México (2021)[67]
- Angangueo, México (2022)[68]
- Municipio de Xochitepec, México (2022)[69]
- Playa del Carmen, México (2022)[70][71]
- Calca, Perú (2022)[72]
- Andahuaylas, Perú (2022)[72]
- Distrito de Andrés Avelino Cáceres Dorregaray, Perú (2022)[72]
- Nueva Cajamarca, Perú (2022)[72]
- Urcos, Perú (2022)[72]
- Yanahuara, Perú (2022)[72]
- Wanchaq, Perú (2022)[72]
- Naranjal, Ecuador (2022)[72]
- Valle de Bravo, México (2022)[73]

### Convenios
La ciudad de Zitácuaro tiene Convenios con 35 ciudades alrededor del mundo:
- Apodaca, México (2018)[74]
- Jilotepec, México (2022)[75]
- Zamora, México (2022)[76][77]
- Chilpancingo, México (2022)[78]
- Tixtla, México (2022)[78]